# Wereldkampioenschap trial 2020 (mannen)

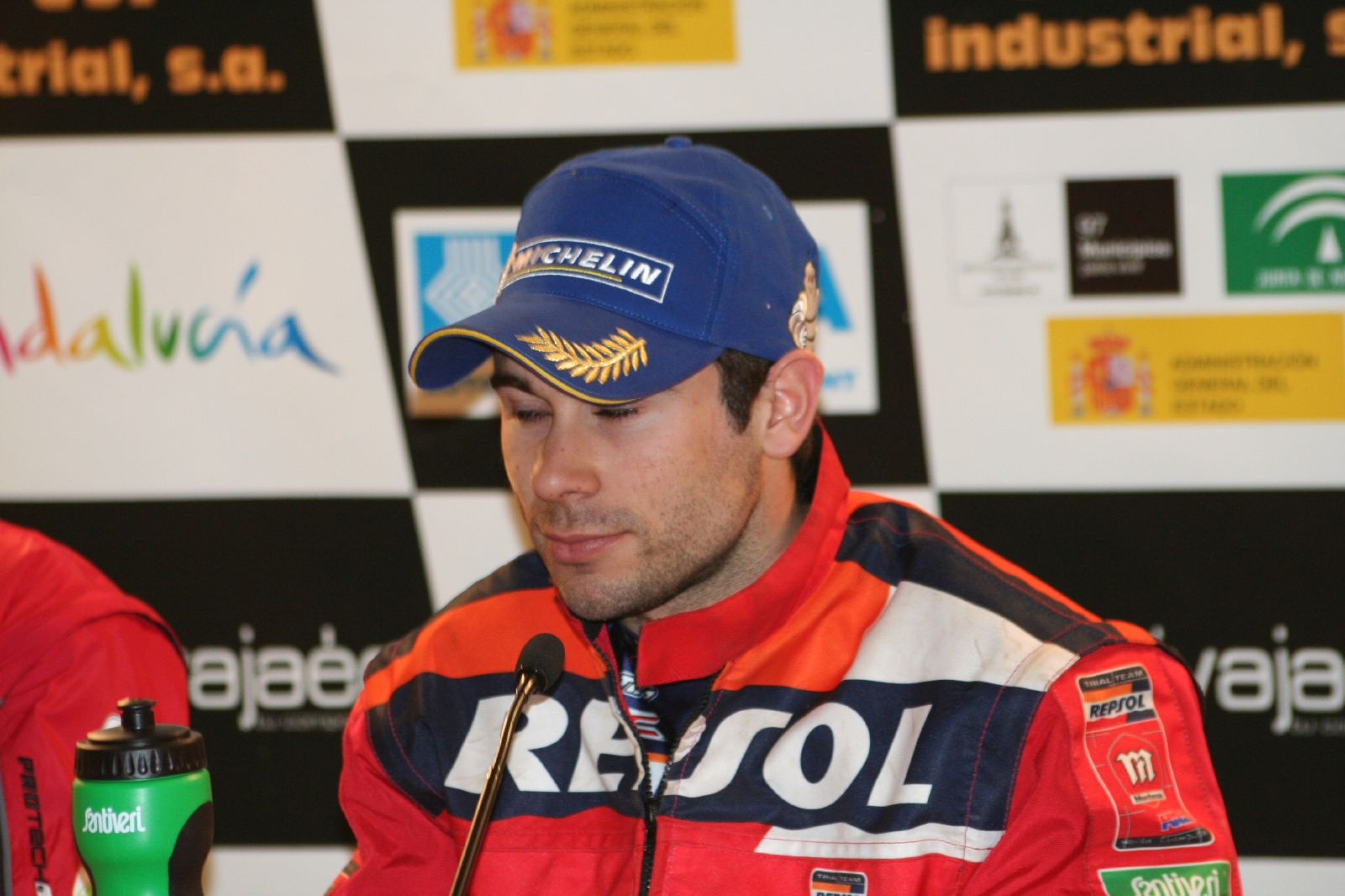
Kampioen Toni Bou

Het wereldkampioenschap trial 2020 is een wereldkampioenschap voor mannen dat werd verreden tussen 4 september en 11 oktober 2020.

## Eindstand
| Nr. | Naam                        | FRA | FRA | ESP | ESP | AND | AND | ITA | ITA | Totaal |
| --- | --------------------------- | --- | --- | --- | --- | --- | --- | --- | --- | ------ |
| 1   | Toni Bou                    | 20  | 15  | 20  | 20  | 17  | 20  | 20  | 20  | 152    |
| 2   | Adam Raga                   | 13  | 20  | 15  | 17  | 20  | 17  | 9   | 9   | 120    |
| 3   | Jaime Busto                 | 17  | 17  | 17  | 10  | 10  | 10  | 15  | 8   | 104    |
| 4   | Jorge Casales               | 11  | 11  | 6   | 8   | 15  | 15  | 17  | 15  | 98     |
| 5   | Takahisa Fujinami           | 10  | 10  | 8   | 7   | 9   | 13  | 13  | 7   | 77     |
| 6   | Gabriel Marcelli Carballido | 4   | 6   | 13  | 15  | 13  | 8   | 10  | 13  | 82     |
| 7   | Jeroni Fajardo              | 15  | 13  | 10  |     | 7   | 9   | 11  | 17  | 82     |
| 8   | Miquel Gelabert             | 8   | 9   | 11  | 11  | 6   | 11  | 8   | 11  | 75     |
| 9   | James Dabill                | 7   | 5   | 9   | 9   | 11  | 7   | 7   | 6   | 61     |
| 10  | Benoit Bincaz               | 9   | 8   | 4   | 13  | 8   |     |     |     | 42     |
| 11  | Dan Peace                   | 5   | 4   | 7   | 6   | 5   | 6   | 6   |     | 39     |
| 12  | Jack Price                  | 6   | 7   | 5   | 5   | 4   | 5   |     |     | 32     |

## Wedstrijdoverzicht
| Nr. | Land | Datum           | Naam circuit              | Winnaar   |
| --- | ---- | --------------- | ------------------------- | --------- |
| 1   | FRA  | 4-6 september   | Isola                     | Toni Bou  |
| 2   | FRA  | 4-6 september   | Isola                     | Adam Raga |
| 1   | SPA  | 11-13 september | Pobladura de las Regueras | Toni Bou  |
| 2   | SPA  | 11-13 september | Pobladura de las Regueras | Toni Bou  |
| 1   | AND  | 18-20 september | Sant Juliá                | Adam Raga |
| 2   | AND  | 18-20 september | Sant Juliá                | Toni Bou  |
| 1   | ITA  | 9-11 oktober    | Lazzate                   | Toni Bou  |
| 2   | ITA  | 9-11 oktober    | Lazzate                   | Toni Bou  |

1975 · 
1976 · 
1977 · 
1978 · 
1979 · 
1980 · 
1981 · 
1982 · 
1983 · 
1984 · 
1985 · 
1986 · 
1987 · 
1988 · 
1989 · 
1990 · 
1991 · 
1992 · 
1993 · 
1994 · 
1995 · 
1996 · 
1997 · 
1998 · 
1999 · 
2000 · 
2001 · 
2002 · 
2003 · 
2004 · 
2005 · 
2006 · 
2007 · 
2008 · 
2009 · 
2010 · 
2011 · 
2012 · 
2013 · 
2014 · 
2015 · 
2016 · 
2017 · 
2018 · 
2019 · 
2020